# Барсуковская пещера
Барсуковская пещера — пещера коридорно-лабиринтового типа в Маслянинском районе Новосибирской области. В 2000 году признана памятником природы областного значения.

## Описание
Памятник природы областного значения был создан на площади 37 га в 2000 году.
Барсуковская пещера имеет карстовое происхождение и относится к коридорно-лабиринтовому типу.
Расположена вдоль правобережья реки Укроп. С одной стороны границу памятника формирует береговая линия Укропа, с другой — сосновые лесопосадки, созданные в 1977 году в излучине реки.
Глубина пещеры — 19 м. Протяжённость доступной части — 100 м.
Приблизительно посередине скального склона находится небольшой и малозаметный вход в пещеру (1,2 х 1 м), напоминающий очертаниями чело русской печи. Ход в начале пещеры очень узкий и круто уходит вниз, передвижение по нему возможно только ползком. Затем основной ход плавно понижается, чередуясь с небольшими гротами, и далее, на глубине 15 м, выходит к месту развилки. Правое ответвление ведёт в сырой грот с лужами, левое ответвление — в большой грот.

## Флора
Памятник находится в своеобразной зоне лесных и лесостепных экосистем, расположенных на живописном скальном участке.

## Фауна
Барсуковская пещера — место обитания самой крупной на территории юго-востока Западной Сибири зимовочной колонии летучих мышей.